# Доверие (фильм, 1975)
«Доверие» — советско-финский художественный историко-революционный фильм режиссёра В.Трегубовича. Совместная советско-финская постановка, второе название «Luottamus».
В 1965 году о событиях этого же дня был снят фильм «На одной планете».

## Сюжет
Действие фильма разворачивается в течение всего дня — 31 декабря 1917 года. На заседании Совета Народных комиссаров, проходившем под председательством В. И. Ленина, после жесткой дискуссии принимается решение о признании независимости Финляндии.

## В ролях
- Кирилл Лавров — Ленин
- Владимир Татосов — Свердлов
- Игорь Дмитриев — В. Д. Бонч-Бруевич
- Маргарита Терехова — Александра Коллонтай
- Антонина Шуранова — Роза Люксембург
- Леонхард Мерзин — Юкка Рахья
- Анатолий Солоницын — Шотман
- Леонид Неведомский — Григорий Петровский
- Олег Янковский — Георгий Пятаков
- Иннокентий Смоктуновский — Генерал-губернатор Финляндии Н. И. Бобриков
- Вилко Сиивола — премьер-министр Финляндии Пер Эвинд Свинхувуд
- Эса Саарио — Куллерво Маннер
- Ярно Хииллоскорпи — Юрье Сирола
- Ееро Салми — Густав Ровио
- Йёран Шауман — Эйген Шауман
- Евгения Ветлова — секретарь Ленина
- Григорий Гай — член Временного правительства
- Юрий Демич — Николай II
- Лев Дуров — шпик в поезде
- Виктор Запорожский — красноармеец
- Валерий Караваев — матрос Сергей
- Игорь Кашинцев — Пуришкевич
- Павел Кашлаков
- Афанасий Кочетков — Максим Горький
- Юрий Кузьменков — Андрей Тимонин
- Ирина Мирошниченко — Мария Андреева
- Тамара Уржумова — графиня
- Пётр Шелохонов — Покровский
- Георгий Штиль — полковник
- Алексей Эйбоженко — Крыленко
- Борис Аракелов — эсер
- Всеволод Кузнецов — Марков
- Вячеслав Васильев — Мирбах
- Александр Демьяненко — текст от автора

## Награды
- Специальный приз и диплом жюри на 10-м ВКФ (1977, Рига).